# Deportivo Santa Cecilia
Corporación Deportiva Santa Cecilia o Deportivo Santa Cecilia es un equipo de fútbol de Nicaragua que juega en la Tercera División de Nicaragua, la tercera liga de fútbol más importante del país.
Fue fundado en la ciudad de Diriamba y es conocido por ser de los pocos equipos en el país que ha sido campeón de la Primera División de Nicaragua en 3 temporadas consecutivas de los 7 títulos que tiene en su historia, aunque desde hace varias décadas está en las divisiones inferiores del fútbol en Nicaragua.
A nivel internacional ha participado en 2 torneos continentales, donde su mejor participación ha sido en la Copa de Campeones de la Concacaf del año 1973, en la que fue eliminado en la Segunda ronda por LD Alajuelense de Costa Rica.

## Palmarés
- Primera División de Nicaragua: 7

1961, 1965 ,1971, 1972, 1973 y en 1989 y 1990 como Xilotepelt

## Participación en competiciones de la Concacaf
- Copa de Campeones de la Concacaf: 2 apariciones

1965 - Primera ronda
1973 - Segunda ronda

## Jugadores destacados
- Salvador Dubois[1] (1961–67)
- Roger Mayorga[2]
- René Rivas[3]
- Edgardo Baldi 1976

## Entrenadores destacados
- Salvador Dubois
- José Miguel Urtecho Gutiérrez
- Martin Mena bajo nombre Xilotepelt año 1989